# 双龙街乡
双龙街乡，是中华人民共和国四川省资阳市安岳县下辖的一个乡镇级行政单位。

## 行政区划
双龙街乡下辖以下地区：
孔雀村、望狮村、河湾村、文库村、梅花村、起凤村、东岳村、五峰村、南门村、锣鼓村和白云村。